# Christophe Ballard
Pour les articles homonymes, voir Ballard.
Christophe Ballard (Paris, 12 avril 1641 – Paris, 28 mai 1715) est un imprimeur-libraire et éditeur de musique parisien, issue de la famille d'éditeurs fondée par Robert I Ballard au milieu du XVIe siècle.

## Biographie
Christophe est le fils aîné et unique successeur de Robert III Ballard et, comme lui, est l'imprimeur ordinaire du roi (11 mai 1673), actif de 1672 à 1715, l’année de sa mort.
Vers 1700, la maison est son meilleur succès : elle maintient quatre presses et emploie neuf aides et deux apprentis. Ballard utilisait toujours l'ancienne méthode de types mobiles et les notes en forme de losanges faite pour Le Roy & Ballard dans les années 1550. En 1713, Leclair et d'autres musiciens ont obtenu les privilèges d'imprimer de la musique à partir de plaques gravées. Ballard a porté l'affaire en justice, mais a perdu : il était considéré comme ayant le droit exclusif d'imprimer, seulement la musique avec l'ancienne méthode. 
Il édite presque toute la musique du temps : les tragédies lyriques de Lully, les opéras de Campra, Destouches, Desmarets. On y trouve également Couperin, Rameau, des œuvres de Collasse, Dandrieu, Marais, Marc-Antoine Charpentier, Hotteterre, Michel-Richard de Lalande, Nicolas Lebègue et Montéclair… outre d'innombrable airs à boire publiés mensuellement jusqu'en 1715. Ballard a également imprimé des chansons italiennes dans une série de Recueils des meilleurs airs italiens entre 1699 et 1708.
Jean-Baptiste Christophe Ballard, son fils qui dirigeait l'imprimerie avec son père depuis 1698, lui succède de 1715 à 1750.